# Psydrax reticulata
Psydrax reticulata är en måreväxtart som först beskrevs av Cyril Tenison White, och fick sitt nu gällande namn av Sally T. Reynolds och Rodney John Francis Henderson. Psydrax reticulata ingår i släktet Psydrax och familjen måreväxter. Inga underarter finns listade i Catalogue of Life.